# Torben Joneleit
Torben Joneleit (n. Mónaco, 17 de mayo de 1987), futbolista alemán, de origen monegasco. Juega de defensa y su actual equipo es el KRC Genk de la Primera División de Bélgica.

## Selección nacional
Ha sido internacional con la Selección de fútbol de Alemania Sub-21.

## Clubes
| Club               | País    | Año       |
| ------------------ | ------- | --------- |
| AS Mónaco          | Mónaco  | 2006-2007 |
| Hibernian FC       | Escocia | 2007-2008 |
| Sporting Charleroi | Bélgica | 2008-2009 |
| KRC Genk           | Bélgica | 2009-     |

## Palmarés

### Campeonatos nacionales
| Título                      | Club     | País    | Año  |
| --------------------------- | -------- | ------- | ---- |
| Primera División de Bélgica | KRC Genk | Bélgica | 2011 |
| Supercopa de Bélgica        | KRC Genk | Bélgica | 2011 |
| Primera División de Bélgica | KRC Genk | Bélgica | 2013 |